# St. Theodard (Wörth am Rhein)
Die römisch-katholische Kirche St. Theodard in Wörth am Rhein steht im Stadtteil Dorschberg an der örtlichen Mozartstraße im Kreis Germersheim (Rheinland-Pfalz). Sie gehört zur Wörther Pfarrei Heiliger Christophorus im Bistum Speyer und trägt das Patrozinium des heiligen Theodard von Maastricht.

## Beschreibung
Die Kirche ist als modernes Gemeindezentrum angelegt. Neben dem Kirchengebäude, das über eine Sakristei verfügt, befindet sich das Pfarrhaus. In Richtung der Mozartstraße steht das Jugendheim mit zwei Etagen, auf denen sich Gruppenräume und ein Versammlungssaal befinden.

## Geschichte
Infolge der Neuerrichtung des Daimler-Werks in Wörth stieg die Bevölkerung in der ersten Hälfte der 1960er Jahre stark an und das Neubaugebiet Dorschberg entstand. Das Bistum Speyer beauftragte somit im April 1967 den Kaplan Hans Deny aus Hauenstein mit der seelsorgerischen Betreuung des Neubaugebietes. Die Wahl eines eigenen Pfarrgemeinderates erfolgte im Mai 1968. Der Gemeinderat beschloss zu dieser Zeit der katholischen und evangelischen Pfarrgemeinden die erforderlichen Grundstücke nebst 100.000 DM für den Bau neuer Kirchengebäude in Dorschberg zur Verfügung zu stellen. Das Patrozinium wurde auf Vorschlag Denys hin gewählt.
Das Bischöfliche Bauamt in Speyer unter der Leitung von Alois Atzberger plante das Gemeindezentrum mit einem Pfarrheim. Aufgrund der erwarteten Baukosten in Höhe von 2,2 Mio. DM wurde das Pfarrheim in ein Jugendheim umgeplant und auf alles verzichtet, was als überflüssig betrachtet wurde. Für den Bau des Jugendheims gewährte der Landkreis Germersheim einen Zuschuss über 30.000 DM. Weitere Mittel, die von der Kirchengemeinde aufgetan werden konnten beliefen sich auf 122.000 DM einschließlich der Eigenleistung Ehrenamtlicher. Der Speyerer Bischof Friedrich Wetter weihte die Kirche am 16. September 1973.
Später schlossen sich die getrennten Wörther Gemeinden St. Ägidius und St. Theodard zusammen und sind seit 2015 Teil der Großpfarrei Heiliger Christophorus.

## Orgel
Die Orgel wurde 1976 und 1977 von Rudolf von Beckerath Orgelbau (Hamburg) mit mechanischer Spiel- und elektrischer Registertraktur gebaut. Sie verfügt über 21 Register auf zwei Manualen und Pedal. Ihre Windladen sind als Schleifladen ausgeführt. Die Disposition lautet:
| I Hauptwerk C–g3 |              |        |
| 1.               | Prinzipal    | 8′     |
| 2.               | Rohrflöte    | 8′     |
| 3.               | Oktave       | 4′     |
| 4.               | Spielflöte   | 4′     |
| 5.               | Nasat        | 2 ⁄3′  |
| 6.               | Waldflöte    | 2′     |
| 7.               | Terz         | 1 3⁄5′ |
| 8.               | Mixtur IV–VI | 1 ⁄3′  |
| 9.               | Trompete     | 8′     |

| II Schwellwerk C–g3 |                         |    |
| 10.                 | Holzgedackt             | 8′ |
| 11.                 | Salicional              | 8′ |
| 12.                 | Koppelflöte             | 4′ |
| 13.                 | Prinzipal               | 2′ |
| 14.                 | Sesquialtera II         |    |
| 15.                 | Scharff IV              | 1′ |
| 16.                 | Cromorne                | 8′ |
|                     | Tremulant (regulierbar) |    |

| Pedal C–f1 |            |     |
| 17.        | Subbaß     | 16′ |
| 18.        | Offenflöte | 08′ |
| 19.        | Choralbaß  | 04′ |
| 20.        | Nachthorn  | 02′ |
| 21.        | Fagott     | 16′ |

- Koppeln: II/I, I/P, II/P

- Spielhilfe: 4-fache Setzerkombination